# Attilio Cavallini
Attilio Emilio Alfonso Cavallini (Noale, 1º maggio 1888 – Camnago Volta, 1946) è stato un pittore italiano. 

## Biografia
Si formò in varie città: Venezia, Firenze, Siena e Parigi, dove conobbe Medardo Rosso, Maurice Utrillo e Amedeo Modigliani. Espose alla Ca' Pesaro nel 1908, nel 1909 e nel 1919. Nel frattempo fu volontario nella prima guerra mondiale. Fu presente alla Biennale di Venezia nel 1920 e intraprese una felice carriera pittorica che lo portò in diverse città italiane ed europee. Fu anche incisore.

## Opere
Fu pittore di vedute, specialmente veneziane e parigine, di figura e di natura morta. Nelle collezioni d'arte della Fondazione Cariplo è presente un suo dipinto, Boulevard Saint-Denis.